# Eiji Maruki
Takafumi Shigeoka (født 25. maj 1943) er en japansk judoka og verdensmester.
Han blev verdensmester i 1967 i vægtklassen -80 kg, da han slog hollænderen Martin Poglajen i finalen.